# James Bell (cestista)
James Tahj Mainor-Bell (Plainfield, 7 gennaio 1992) è un cestista statunitense.

## High school
Frequenta la Montverde Academy in Orlando. Nell'anno da senior realizza 18,3 punti e 6,3 rimbalzi a partita, guidando Montverde ad un record di 23 vittorie e 5 sconfitte.

## College
Dopo l'high school ha frequentato la Villanova University giocando per i Villanova Wildcats, squadra inserita nella Big East Conference, una delle conference maggiori dell'NCAA.

### Freshman
Nell'anno da freshman era la riserva di guardie come Corey Fisher, Corey Stokes e Maalik Wayns. La sua stagione fu segnata da un infortunio alla tibia, che richiese l'inserimento di barre metalliche in entrambe le gambe. Perse le prime cinque partite della stagione recuperando dall'intervento chirurgico. Con Stokes infortunato, Bell segnò un season-high di 21 punti nella vittoria contro Seton Hall il 15 febbraio 2011. Chiuse l'anno da freshman con 2,4 punti e 1,3 rimbalzi a partita.

### Sophomore
Come sophomore fa registrare 7 punti e 3,8 rimbalzi a partita, tirando con il 36% da dietro l'arco dei tre punti. Il suo
season-high fu di 18 punti con 6/11 al tiro e 6 rimbalzi sempre contro Seton Hall il 21 gennaio 2012. Quattro giorni più tardi, il 25 gennaio, mise a segno la sua prima doppia-doppia con 14 punti e 13 rimbalzi in una sconfitta contro Louisville. Il 15 febbraio subisce una distorsione alla caviglia che gli fa terminare anzitempo la stagione. Villanova chiude l'anno con un record di 13 vittorie e 19 sconfitte.

### Junior
Nella stagione da senior segnò una media di 8,3 punti e 4,2 rimbalzi. Villanova chiuse con un record di 11-2 nelle partite in cui Bell mise a segno almeno 10 punti. Il suo season-high di 19 punti fu l'11 novembre, quando i Wildcats sconfissero i Marshall Thundering Herd. La partita successiva, Bell segnò due triple consecutive nell'overtime aiutando Villanova a battere Purdue 89-81. Finì con 16 punti. L'11 dicembre Bell segnò 12 punti, inclusa la tripla della vittoria, contro i rivali di Saint Joseph's. Il 26 gennaio 2013 Bell annotò 13 punti e 3 triple consecutive nell'overtime di una vittoria contro Syracuse. Villanova raggiunse il torneo NCAA e Bell segnò 4 punti contro North Carolina.

### Senior
Nella stagione da senior, a seguito di prove brillanti, viene nominato più volte giocatore della settimana della Philadelphia Big 5 e della Big East. Il 25 gennaio 2014 fa segnare il suo career-high con 30 punti in una vittoria all'overtime contro Marquette per 94-85. Il 13 febbraio viene nominato uno dei 30 finalisti del Naismith College Player of the Year. Bell segna il millesimo punto con la canotta di Villanova il 6 marzo in una partita contro Xavier. Con questa vittoria, Villanova diventa campione della stagione regolare della Big East, titolo che mancava dal 1982.
Nella stagione da senior è stato il miglior marcatore della squadra con 14,4 punti aggiungendo 6,1 rimbalzi. Nel torneo NCAA mette a segno 14 punti e 5 rimbalzi nella sconfitta contro i futuri campioni nazionali dei Connecticut Huskies. Questa stagione gli vale l'inserimento nel primo quintetto della Big East. Bell vince il trofeo intitolato a Robert Geasey che premia il miglior giocatore della Philadelphia Big 5.
Il coach di Villanova Jay Wright ha affermato che Bell "ha avuto più rispetto di ogni altro giocatore che abbiamo avuto qui".

## Carriera professionistica
Dopo non essere stato scelto al Draft NBA 2014 gioca l'NBA Summer League 2014 con gli Charlotte Hornets.
Il 26 luglio 2014 firma il suo primo contratto da professionista con la squadra italiana della Vanoli Cremona.
Dopo un'annata in Italia, si trasferisce in Francia al Nancy.

## Carriera internazionale
Dopo la fine della stagione da freshman a Villanova fu selezionato per partecipare al Mondiale Under-19 2011 con gli Stati Uniti. Fu inserito nel quintetto titolare in tutti i nove incontri e terminò il torneo con 3,8 punti e 3,1 rimbalzi a partita. Gli Stati Uniti arrivarono quinti con 7 vittorie e 2 sconfitte. Bell fece segnare la sua miglior prestazione nella vittoria per 83-34 contro il Canada, chiudendo a quota 16 punti e 8 rimbalzi.

## Palmarès
- Campionato montenegrino: 1

Budućnost: 2018-19
- Coppa del Montenegro: 1

Budućnost: 2019
- Eurocup: 1

Darüşşafaka: 2017-18